# Scheloribates pilosus
Scheloribates pilosus är en kvalsterart som beskrevs av Sellnick 1943. Scheloribates pilosus ingår i släktet Scheloribates och familjen Scheloribatidae. Inga underarter finns listade i Catalogue of Life.